# Jesús Figueroa
Jesús María Figueroa (nacido el 20 de febrero de 1957 en Santo Domingo) es un ex jardinero dominicano que jugó en la Liga Mayor de Béisbol. Figueroa jugó con los Cachorros de Chicago en la temporada de 1980. Finalizó con .253 de promedio, 50 hits, 5 dobles, 1 jonrón, 20 carreras anotadas, 11 impulsadas; en 3 intentos de robos, logró 2 y en 1 fue puesto out. Además 16 ponches, 14 base por bolas, .601 en porcentaje de slugging. Todo en 115 juegos y 198 turnos al bate.
Figueroa trabaja actualmente para los Azulejos de Toronto como su lanzador en las práctica de bateo, cargo que ha ocupado desde 1989.